# موريتل موبيل
موريتل (بالفرنسية: Mauritel) هي أول شركة اتصالات في موريتانيا. تأسست الشركة في موريتانيا عام 1999 وهي تابعة لشركة اتصالات المغرب. تخطى عدد مستخدميها في موريتانيا المليون سنة 2008. تنافسها كل من شركة ماتل التونسية وشركة شنقيتل السودانية.

## الخدمات
تعتمد الشركة أساساً على خدمة EL JAWAL 3G وهي خدمة توفّر الوصول إلى الأنترنت و الاتصالات والمراسلات (الوطنية والدولية) على الهواتف الذكية عن طريق شبكات الجيل الثالث.بالإضافة إلى خدمة خط المشترك الرقمي غير المتناظر و هي خدمة توفّر السرعة العالية لتحميل البيانات والاتصالات الهاتفية دون انشغالها بسبب الشبكة العنكبوتية.

## روابط إضافية
- موريتل (بالفرنسية)
- Mauritania Phonebook Dot Com (بالفرنسية) (بالإنجليزية)